# مدارس أدولف هتلر
قالب:Infobox school district مدارس أدولف هتلر (AHS) 12 مدرسة داخلية راقية تديرها قوات الأمن الخاصة في ألمانيا النازية في الفترة من 1937 إلى 1945. وكان هدفهم هو تعليم الشباب في أيديولوجيات الحزب النازي. كانوا من الشباب الذين تتراوح أعمارهم بين 14 و18 سنة وكانوا من جنس واحد، مع ثلاث مدارس للبنات والباقي للبنين.  الاختيار للالتحاق بالمدارس صارماً؛ تم اختيار التلاميذ لتفانيهم السياسي ولياقتهم البدنية، بدلاً من براعتهم الأكاديمية.  ركزت الأنشطة على التلقين السياسي بدلاً من الدراسات الأكاديمية. وغالبا ما تختار قوات الأمن الخاصة ضباط المستقبل من المدارس. 

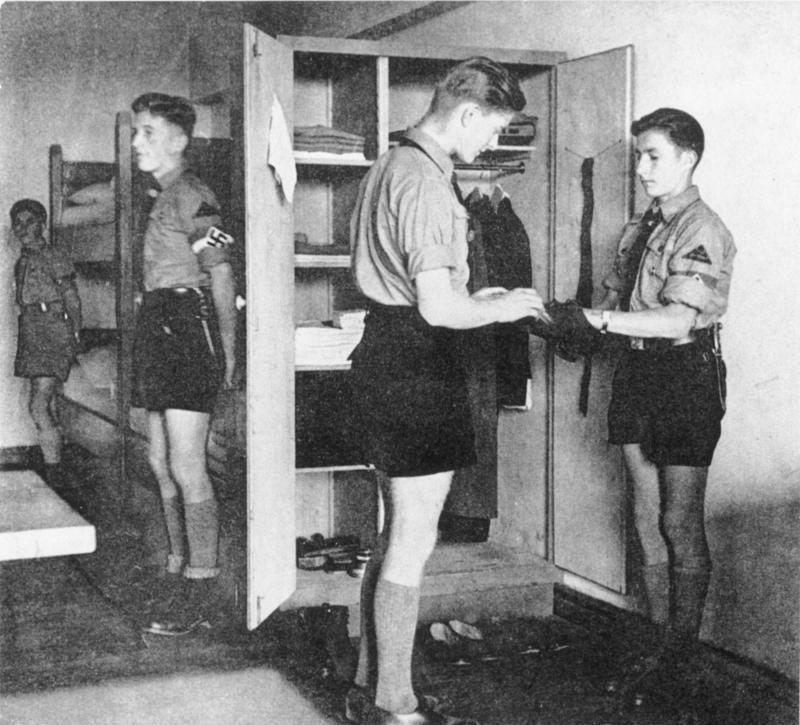

لا ينبغي الخلط بين AHS والعديد من المدارس التي أعيدت تسميتها «مدرسة أدولف هتلر» بعد أن أصبح هتلر مستشارًا لألمانيا في عام 1933، مثل مدرسة Martin Luther السابقة في Marbuماربورغ، ومدرسة Werner Heisenberg الثانوية في هايدة، ومدرسة Nordstadt في بفورتسهايم، مدرسة بول فيرنر الثانوية في كوتبوس، أو مدرسة جوته في فلنسبورغ.
كانت هناك أيضًا شبكة مماثلة من المدارس الداخلية تسمى المعاهد السياسية الوطنية للتعليم («نابولاس»).

## اختيار التلاميذ
تم قبول التلاميذ فقط الذين تم اختيارهم مسبقًا من شباب هتلر. وأعقب ذلك عملية اختيار مدتها أسبوعان في أحد المعسكرات، حيث تم تقييم المرشحين وفقًا لمعايير محددة، معايير شملت على سبيل المثال لا الحصر:
- صفات قيادية، مثل إثبات أنها تفوقت كقادة بين أقرانهم
- النقاء العرقي من خلال تقييم صفاتهم الجسدية وإثبات أصل الأنساب الآري «غير الملوث» بواسطة الأجناس غير الآرية
- الفحوصات الطبية لإثبات الصحة المطلقة
- التميز في المسابقات المصممة لاختبار قوتها وصلابتها، مثل المسيرات القسرية وألعاب الحرب والجمباز والملاكمة والمصارعة وغيرها من مآثر الشجاعة
- التقيد الصارم بقيادة شباب هتلر بالرشاقة الاجتماعية للمرشحين من خلال المسابقات وقدرتهم على التكيف الاجتماعي أثناء أوقات الفراغ [2]

### اقتباسات
1. 1 2 3  Botwinick 2001.
2. ↑  Pine 2010.